# Balletmester
Balletmester (fransk maître de ballet, maîtresse de ballet) kaldes den person som har til opgave at træne og undervise et balletkompagnis dansere. Balletmesteren assisterer koreografen og leder repetitioner.

## Kendte balletmestre i udvalg
- August Bournonville
- Filippo Taglioni
- Jules Perrot
- Arthur Saint-Léon
- Marius Petipa
- Lev Ivanov
- Frederick Ashton
- George Balanchine
- Rudolf Nurejev